# Mehrfrequenzwahlverfahren
Das Mehrfrequenzwahlverfahren (MFV), auch Frequenzwahlverfahren ist die in der analogen Telefontechnik gebräuchliche Wähltechnik und seit den 1990er Jahren bei analogen Teilnehmeranschlussleitungen das überwiegend genutzte Verfahren zur Übermittlung der Rufnummer an die Vermittlungsstelle oder eine Telefonanlage. Es ersetzte das bis dahin gebräuchliche Impulswahlverfahren (IWV).
Das Verfahren wurde Anfang der 1960er Jahre von Western Electric entwickelt und von Bell System, einer Vorläuferfirma der heutigen AT&T, im Jahr 1963 kommerziell in deren US-Telefonnetz unter dem US-Markennamen Touch Tone eingesetzt. Im Jahr 1988 wurde das Verfahren von der ITU-T unter der Bezeichnung Q.23 spezifiziert.
Seltener sind im deutschsprachigen Raum die Bezeichnungen MFC für Mehrfrequenzcode oder Tonwahlverfahren zu finden. Weitere Bezeichnungen für MFV sind DTMF (englisch dual-tone multi-frequency ‚Doppelton-Mehrfrequenz‘) sowie Touch Tone, die beide eher im englischen Sprachraum gebräuchlich sind. In Großbritannien ist auch die Bezeichnung MF4 gebräuchlich.

## Technik

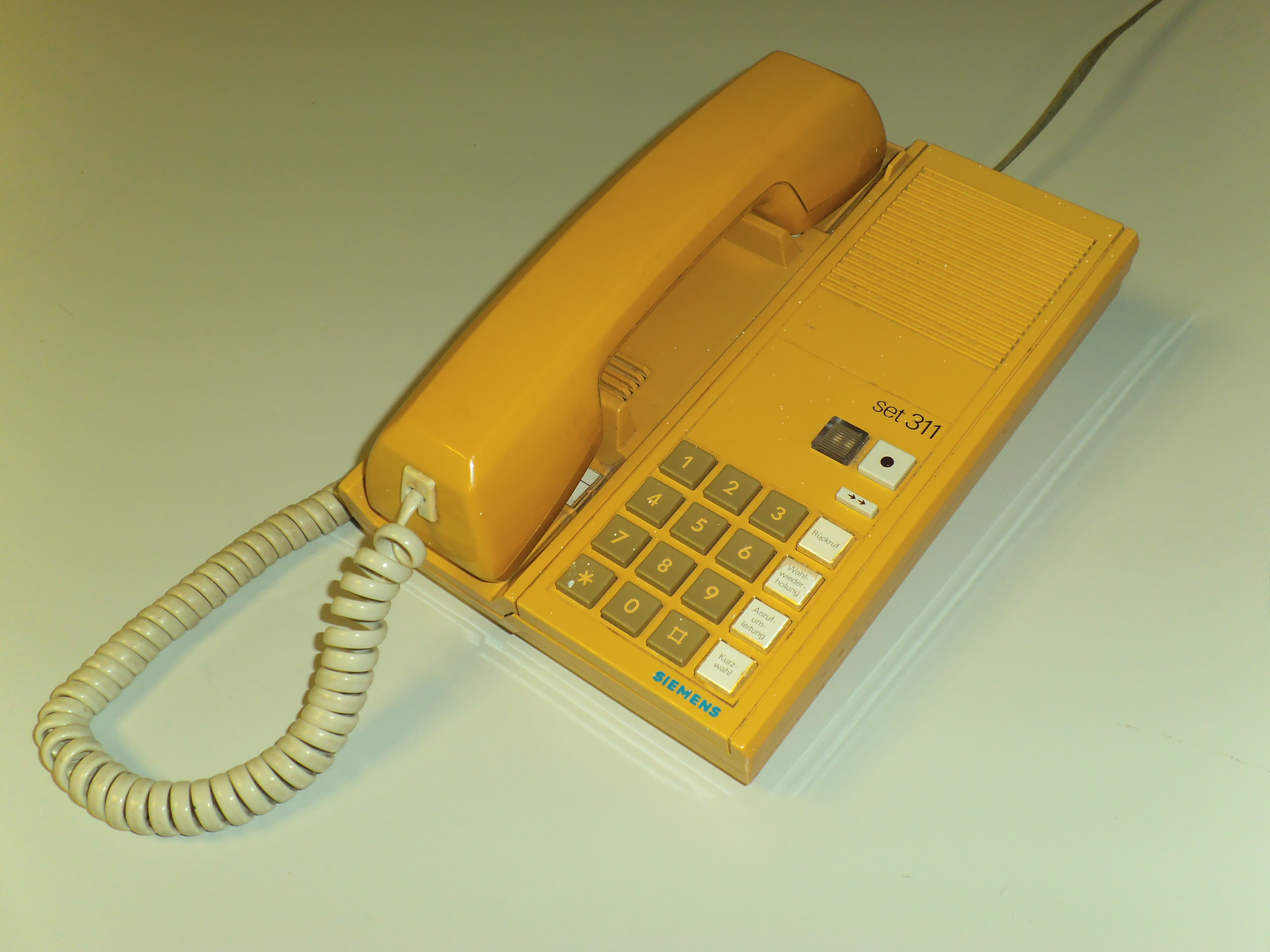
Telefon mit erweiterter DTMF-Funktionstastatur

Ziffern beziehungsweise Tasten, die gewählt wurden, stellen auf der analogen Anschlussleitung des Telefons Wählsignale dar. Ein Wählsignal wird in MFV durch eine Überlagerung zweier sinusförmiger Tonsignale repräsentiert, die von der Vermittlungsstelle erkannt werden.
Mit der Einführung von Touch Tone in den USA in den 1960er Jahren wurde auch das heute bekannte standardisierte Tastenlayout eingeführt. Aus der Position einer Taste ergeben sich die beiden Tonfrequenzen.
|        | 1209 Hz | 1336 Hz | 1477 Hz | 1633 Hz |
| 697 Hz | 1       | 2       | 3       | A       |
| 770 Hz | 4       | 5       | 6       | B       |
| 852 Hz | 7       | 8       | 9       | C       |
| 941 Hz | *       | 0       | #       | D       |

Jede Zeile repräsentiert einen tiefen Ton, jede Spalte einen hohen. Wenn die Taste „5“ gedrückt wird, ergibt sich also ein Ton aus der Überlagerung der Tonfrequenzen 1336 Hz und 770 Hz.
Eine Abfolge mit allen Tönen der Tabelle findet sich hierⓘ. Es werden erst die vier Zeilen, dann die vier Spalten abgespielt.
Ist der Pegel des hohen Tons kleiner als der des tiefen, spricht man von einem Twist, umgekehrt von einem Reverse Twist. Es werden nur Signale akzeptiert, bei denen die Pegeldifferenz einen bestimmten Wert nicht überschreitet. Dabei ist berücksichtigt, dass die Übertragungs-Bandbreite des Telefonnetzes zu den oberen Codierfrequenzen hin bereits begrenzt sein kann.
Folgende Werte gelten für Frequenztoleranz (in %), Signaldauer (in Millisekunden), Twist (in Dezibel) und Signalunterbrechung (in ms) nach ITU-T Q.23 und Q.24:
|                  | Funktion | verweigert Funktion |
| ---------------- | -------- | ------------------- |
| Frequenztoleranz | ≤ 1,5 %  | ≥ 3,5 %             |
| Signaldauer      | > 40 ms  | < 23 ms             |
| Twist            | < 8 dB   | > 8 dB              |
| Reverse Twist    | < 4 dB   | > 4 dB              |

|                     | Als ein Zeichen erkannt | Als zwei Zeichen erkannt |
| ------------------- | ----------------------- | ------------------------ |
| Signalunterbrechung | < 10 ms                 | > 10 ms                  |

Je größer die Toleranz ist, desto besser werden auch wenig standardkonforme Tongeneratoren erkannt. Gleichzeitig steigt aber auch das Risiko von Fehlerkennung. Beispielsweise kann auch die menschliche Stimme, insbesondere die weibliche, unbeabsichtigt als DTMF-Ton erkannt werden.
Für die Dauer eines Tones wird meist (wie bei ZVEI-Tönen) 70 Millisekunden gewählt, damit die Vermittlungseinrichtung den empfangenen Ton sicher erkennen kann. Empfohlen wird eine Dauer von 50–100 ms mit Pausen von 20–50 ms zwischen den Tönen bei Ton- beziehungsweise Ziffernfolgen.
Die Generierung der MFV-Töne mittels zweier Sinusoszillatoren für die Spalten- und Zeilenfrequenz ist verhältnismäßig einfach. Zur Detektion der einzelnen Frequenzen wurden früher analoge Schwingkreise verwendet, später sog. Switched-Capacitor-Filter in IC-Technik, ab den 1980er Jahren digitale Signalverarbeitung mittels eigens darauf ausgelegter integrierter Schaltungen. Im Rahmen der zeitdiskreten Signalverarbeitung kommt wegen der Einfachheit dafür meist der Goertzel-Algorithmus zum Einsatz, ein Algorithmus zum Erkennen einzelner Tonfrequenzen (Spektralkomponenten), basierend auf der diskreten Fourier-Transformation.
MFV ist ein In-Band-Signalisierungsverfahren, das heißt, die Signale befinden sich innerhalb des normalen Sprachfrequenzbandes und können vom Telefonierenden mitgehört werden. Daher könnten natürliche Geräusche (zum Beispiel Musik) von der Vermittlungsstelle ebenfalls als Signal aufgefasst werden. Die Frequenzen von MFV-Signalen wurden deshalb so gewählt, dass sie Dissonanzen erzeugen, die mit sehr geringer Wahrscheinlichkeit in der Umgebung eines Telefons auftreten. Andererseits können dissonante Frequenzen mangels Resonanzen besonders selektiv detektiert werden.

DTMF-Tastatur

Manche Vermittlungsstellen mit einfacher Technik, insbesondere von nordamerikanischen Herstellern, nehmen während einer bestehenden Verbindung keine Mehrfrequenzkommandos mehr entgegen. Zur Steuerung netzseitiger Dienstmerkmale (wie zum Beispiel Dreierkonferenz oder Makeln) muss dann zuvor die bestehende Verbindung durch eine definierte Unterbrechung, die als Flash oder Hook-Flash bezeichnet wird, in den Steuerungsmodus geschaltet werden. Für die definierte Unterbrechung ist häufig die Rückfragetaste vorgesehen. ISDN-Anschlüsse und andere digitale Telefonsysteme wie VoIP benötigen kein MFV zur Übertragung der Rufnummer an die Vermittlungsstelle, da bei diesen Systemen die einzelnen Ziffern der Telefonnummer als Bitfolge und nicht im Audioband übertragen werden. Die meisten Endgeräte übertragen jedoch parallel auch MFV-Töne, um beispielsweise die Steuerung von Sprachdialogsystemen oder Anrufbeantwortern zu ermöglichen.
Die Tasten „A“ bis „D“ werden heute kaum noch genutzt und sind auch auf kaum einer Telefontastatur vorhanden. Sie wurden innerhalb spezieller Telefonanlagen, z. B. von Siemens oder Telefonbau und Normalzeit, für die Steuerung von anlageninternen Sonderfunktionen (u. a. ‚automatischer Rückruf‘, ‚Rufumleitung‘ und ‚Softwareschloss‘) und für die Programmierung des Anrufweiterleitungsgerätes GEDAN verwendet. Darüber hinaus auch zur Festsetzung der Priorität eines Gespräches im mittlerweile abgeschafften Telefonsystem Automatic Voice Network (AUTOVON) des US-Militärs. Bei den ersten digitalen Vermittlungsstellen in Deutschland konnte man mit den Tonfolgen „AC2“ bis „AC9“ die in der Vermittlungsstelle gespeicherten Ansagen abrufen (z. B. „Kein Anschluss unter dieser Nummer“, „Dieser Anschluss ist vorübergehend nicht erreichbar“ oder „Umschaltung ausgeführt“ etc.).
Beim Blue-Box-Wahlverfahren kamen andere Frequenzen zur Anwendung.

## Übertragungsmodi bei Internettelefonie
Um Benutzern von Internettelefonie (VoIP) die Benutzung von Teledialogsystemen oder Anrufbeantwortern zu ermöglichen, wurden Verfahren entwickelt, um Mehrfrequenztöne nicht original (bezogen auf den Sprachkanal „inband“), sondern in Daten kodiert übermitteln zu können („outband“). Vor allem bei Verwendung von Audiocodecs mit Schmalbandsprachübertragung und starker Kompression, die auf die Übertragung von Sprache und nicht von Tonsignalen optimiert sind, kann die Übertragungsqualität der vom Telefon erzeugten Tonfrequenzen leiden und die Signale kommen möglicherweise nicht mehr in ausreichender Qualität bei der Gegenstelle an, um sicher und zuverlässig interpretiert werden zu können. Als weiterer Vorteil der Datenkodierung kommt hinzu, dass die direkte Übermittlung von Daten nur einen Bruchteil des Datenverkehrs verursacht, der erforderlich ist, um dieselben Daten im Sprachkanal in Töne zu modulieren. Beim häufig verwendeten SIP-Protokoll stehen in der Regel folgende Modi zur Verfügung:
- Inband: Zwischen dem (oft analogen) Telefon und der Gegenstelle werden DTMF-Daten als normale Töne übertragen. Der Tongenerator des Telefons erzeugt Töne, die dem Sprachkanal hinzugefügt werden und erst bei der Gegenstelle interpretiert (demoduliert) werden. Dazwischen werden sie von SIP-Adapter, Telefonanlagen und Vermittlungsstellen in nicht definierter Qualität weitergeleitet. Die Inband-Übertragung wird in der Regel nur von unkomprimierten Audiocodecs wie G.711 unterstützt.[7]
- RFC 2833 (teilweise auch RTP genannt):[8] Die Multifrequenztöne werden aus dem Signal herausgefiltert und nach RFC 2833 im Informationskanal (Datenpakete nach RTP-Standard) übertragen. Einige SIP-Clients verwenden RFC 2833 parallel zu Inband. Inband lässt sich jedoch abschalten (bei X-Lite als „Advanced“-Option). Damit ist sichergestellt, dass die Daten ohne Veränderung so ankommen, wie sie verschickt werden. Die Telefonanlagen und Vermittlungsserver (häufig Asterisk) müssen diese Übertragung allerdings unterstützen. Für den Mischbetrieb unterschiedlicher Asterisk-Versionen (ab Version 1.4 und Versionen davor) gibt es die Kompatibilitätsoption rfc2833compensate, die serverseitig gesetzt werden muss und auf die der Anrufer keinen Einfluss hat.
- Info bzw. SIP Info: Auch hier werden die DTMF-Töne herausgefiltert und digital kodiert, allerdings in den SIP-Datenpaketen (eigentlich ein Netzwerkprotokoll zur Verwaltung der Kommunikationssitzung) übertragen.
- Geräteabhängig verschiedene Kombinationen

Nicht alle Anbieter von Internettelefonie geben Hinweise auf die unterstützten Übertragungsverfahren. Der Mischbetrieb (RTP- oder SIP-Signale werden meistens parallel zu Inband-Tönen übertragen) kann die Kompatibilität erhöhen oder auch zu neuen Problemen führen, denn manche Anbieter von Internettelefonie filtern „das originale DTMF-Spektrum nicht sauber aus dem eigentlichen Sprachdatenstrom heraus“, was dazu führt, dass einzelne Tasten doppelt erkannt werden. Der Hersteller AVM empfiehlt seinen Kunden hier die Einstellung Inband, rät aber in derselben Anleitung von der Benutzung von Inband ab, sofern Töne überhaupt nicht erkannt werden. (Allerdings kann auch das Ausschalten von Kompression, bei AVM „Festnetzqualität“ genannt, die Inband-Kompatibilität erhöhen.) Die Einstellungen Automatisch oder INFO, RTP oder Inband (letztere bei AVM-Fritzboxen) sind zur Problembehebung nur eingeschränkt verwendbar, weil der Benutzer keinerlei Einfluss auf die Wahl des Übertragungsverfahrens und den eventuellen Mischbetrieb hat. Einige Geräte verwenden das vom Server vorgeschlagene Protokoll, und wenn keines übermittelt wird, Inband. Oder es wird ein voreingestelltes Protokoll des SIP-Adapters verwendet, auf das weder der Anrufer noch der SIP-Server Einfluss hat.

## Geschichte
Das im deutschen Sprachraum als MFV bekannte System wurde in den Bell Laboratories als Ersatz für das langsame Impulswahlverfahren (IWV) entwickelt. Die für das Impulswahlverfahren nötigen Impulse konnten auf einfache Weise von einem Wählscheibenmechanismus erzeugt und von relativ einfachen elektromechanischen Baugruppen, den Wählern (später durch elektronische Schaltungen) interpretiert werden; für das MFV werden zwingend elektronische Schaltungen benötigt (siehe dazu auch Tastenwahlblock).
Nach dem Aufkommen von elektronisch gesteuerten Anrufbeantwortern, v. a. in den 1980er Jahren, waren kleine DTMF-Tongeber, manchmal auch in Form von Schlüsselanhängern, verbreitet, um die Fernabfragefunktion von öffentlichen Telefonzellen aus steuern zu können, die häufig noch auf Impulswahl voreingestellt waren. Neben der Tastatur (meist aus Gummitasten) und Knopfzellenbatterien enthielten sie eine Platine mit der Schaltung und einem Lautsprecher auf der Unterseite. Dieser wurde während der Tonerzeugung über die Sprechmuschel des Telefonhörers gehalten, um den PIN-Code und die Steuersignale an die Gegenseite übertragen zu können.
In Deutschland wurden in den 1990er Jahren alle öffentlichen analogen Vermittlungsstellen durch digitale ersetzt. Diese unterstützen sowohl MFV als auch IWV und können erkennen, mit welchem Wahlverfahren ein angeschaltetes Telefon wählt. Andere Länder haben aber noch ältere Vermittlungsanlagen, so dass auch neue Telefone, die für den internationalen Markt produziert werden, das alte IWV weiter unterstützen, damit sie auch dort angeschaltet werden können.
Die meisten modernen privaten Telefonanlagen für analoge Endgeräte unterstützen aus Gründen der Abwärtskompatibilität beide Wahlverfahren. Jedoch sind weiterhin alte Telefonanlagen in Betrieb, die nur das IWV unterstützen, genauso wie es Systeme gibt, die ausschließlich für MFV geeignet sind. Moderne VoIP-Router unterstützen oft kein IWV mehr.